# 托尔火山

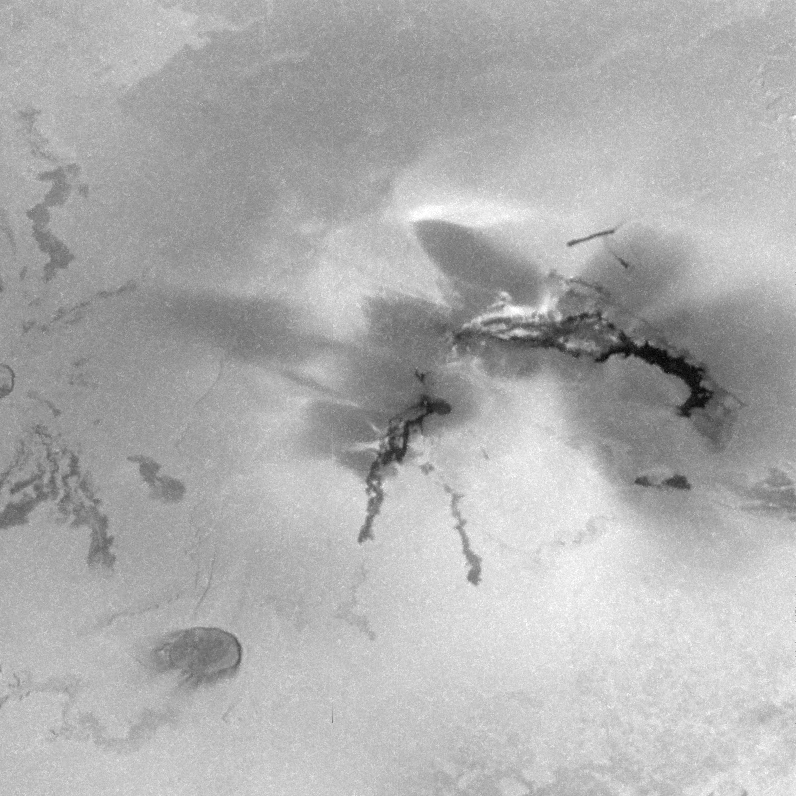
2001年10月伽利略探测器拍摄的托尔火山照片

托尔火山（Thor）是木星的卫星-木卫一上一座活跃的火山，它位于木卫一背木半球北纬39.15度、西经133.14度处。2001年8月6日，在“伽利略号探测器”一次飞越期间，观测到一次具有高热排放和大型火山羽流的大喷发，当时为直接取样，探测器行穿过了羽流的外侧部分，这次喷发一直持续到了2001年10月伽利略探测器的下一次飞越。 正如火山喷发期间所拍摄高分辨率照片所示，托尔火山是由一系列来自附近火山洼地的黑色熔岩流组成。喷发前，该区域是由发亮硫磺所构成的棕红色平原（典型的木卫一北部中高纬度区）以及一系列由覆盖着弥散的硫沉积物的硫磺和硅酸盐流形成的黄色流体所组成。在2007年2月“新视野号探测器”交会期间，托尔火山仍然活跃，探测器在近红外波段观测到了热辐射和托尔火山的喷发羽流。
 
2006年国际天文联合会 (IAU)以北欧神话中的雷神“托尔”正式命名了该火山。

## 2001年的喷发
2001年前，在托尔火山还不曾观测到过火山活动，自“旅行者号”对该区域观察起，最晚止2000年12月“伽利略任务”开始，该地区的地貌一直保持稳定。在1999年7月对托尔火山进行的第一次详细观测中，拍摄到了数道明亮、黄色的流体，这些流体主要由硫或被硫磺覆盖的冷却硅酸盐流组成，但无论怎样，到2000年底前，这些流体的大小、颜色或分布都没有发生变化，说明这些流体是在“旅行者”号到达前形成的，截止2001年5月，在托尔火山还没观测到热辐射，因此，当年晚些时候观测到的喷发一定是在这些观测之后开始的。

### 2001年8月

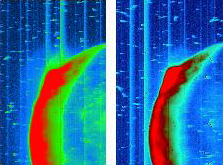
2001年8月“伽利略探测器”拍摄的彩色照片显示了托尔火山的喷发羽流

2001年8月6日，“伽利略号探测器”从194 公里（121英里）的上空掠过木卫一北极地区，主要目的是要拍摄高分辨率的陀湿多火山口羽流源照片，并直接取样羽流中的物质。交会时，由于摄像机出现异常而无法成像，但在此前后数天的照片被成功拍摄，2001年8月4日曾拍摄了一幅木卫一的新月图像，以便作为交会时更靠近陀湿多羽流的背景和现场观察图，但照片中显示的并非陀湿多的火山羽流，而是托尔火山上空的火山羽流，这表明一次大的喷发正在进行。托尔火山的羽流由两部分组成：里面是100-125公里（62-78英里）高的内尘埃流；外侧则是更粗大、高达440公里（270英里）的淡晕柱，这一外侧晕柱是在木卫一所观测到的最大喷发流之一（仅1999年7月看到的格里安火山口（Grian Patera）羽流比它更大），该外侧晕柱是由二氧化硫气体和细粒以及0.5-10纳米大小的SO
2尘埃颗粒组成。虽然外侧晕比内尘埃羽流光学厚度稀薄，但实际质量却更大（至少108千克，相较典型的106-107千克的尘埃羽流）。
在此次交会中，虽然伽利略号上的相机不能正常工作，但其他科学仪器能正常观测托尔火山的喷发。在最接近点，伽利略探测器上等离子体子系统(PLS)，一种设计用来探测航天器附近等离子体的仪器，对托尔火山喷流外侧晕的一些物质进行了取样，发现了500-1000原子质量单位重的“雪花”。假设它如是纯二氧化硫成分，这意味着摄像机远距离观测所推断出的尘埃颗粒则是由15到20个二氧化硫分子组成。在伽利略探测器不久后绕经木卫一背木半球时(后半球)，它的近红外测图光谱仪侦测到一个热辐射和红外光谱源，在托尔火山发现了一个强烈的热点，其近红外光谱与木卫一的爆炸主导的喷发一致。红外测图光谱仪发现的托尔火山喷发高温揭示了硅酸盐熔岩和高喷发率，反映托尔火山的熔岩流速很高。在国际天文联合会正式命名前，近红外测图光谱科学家们将这次喷发命名为“I31A 喷发”，代表在“伽利略”I31轨道期间探测到的首个新的喷发。
 
8月8日拍摄的其他成像观测显示了这次喷发对木卫一表面的影响，因为在托尔火山周围观察到了一块新黑斑以及一圈由羽流沉积构成的新鲜、细粒度二氧化硫霜亮环。这次喷发的结果，使某此白色羽流沉降区的SO
2霜覆盖率由60-70% 提高到100%，羽流沉积的范围与托尔火山喷发的内尘埃流大小一致。近红外测绘光谱仪数据表明，外侧羽流可能形成了一层非常细粒的SO
2覆盖层，在可见波长下透明，而内羽流沉积物层更厚，含有更大的霜粒，在可见波长下会显得发亮。与许多大型“爆炸”喷发不同，在托尔没有观察到有红色沉积物，这表明木卫一上层岩石圈中，硫在亚表层的分布具有非均质性。

### 2001年10月

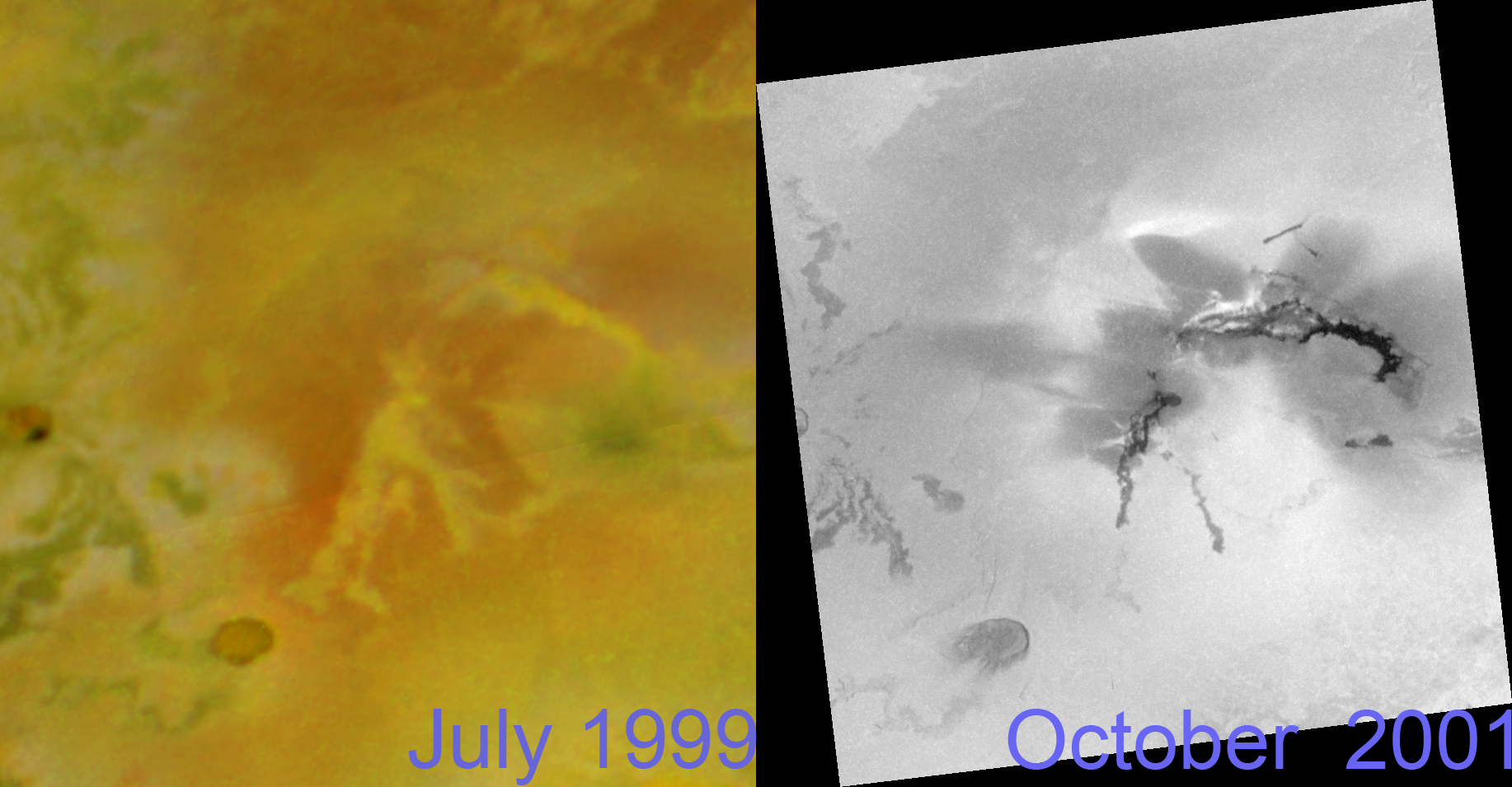
1999年7月和2001年10月托尔火山的地表变化

2001年10月16日，伽利略探测器在距南极上空184公里（114英里）处再次飞越木卫一，由于前一次发现了托尔火山喷发，因此，这次调整了观测计划，使相机和近红外光谱仪能拍摄新喷发点的高分辨率图像和光谱。相机在火山上空获得了一幅单一、清晰的滤镜帧，其空间分辨率为每像素334米(1100英尺)，这张图片显示了数条新的黑色硅酸盐熔岩流，很多被黑色的火山碎屑流沉积物所环绕，这些黑色流体通常覆盖在先前观测到的黄色流体之上，直到2001年10月，其中一些更早的流体仍然可见。火山东侧一条粗大黑色流体的源头似乎是一道大小为50×17公里(31×11英里)的裂缝，该裂缝可能是一座正在形成中的火山口或火山洼地。在探测器掠过数小时后拍摄的远距彩色照片中，托尔火山的喷流仍然清晰可见。
 
近红外测绘光谱仪也清晰地观察了托尔火山，发现它仍在猛烈地喷发，虽然喷发能量比2001年8月低了一些。该喷发最强烈的部分（就总输出能量而言）集中在摄影小组观测到的东部大熔岩流上。近红外测绘光谱仪还发现了附近几座火山口的热辐射。此前，在那些地方并未观测到火山活动。新熔岩流的产生或硫沉积物的升华，与“伽利略”摄像机所看到这些火山坑底的变暗相吻合。附近火山的活动表明，托尔火山下方的岩浆管道系统也延伸到了这些特征，在该区域范围内产生了新的火山活动。

## “伽利略探测器”之后
在2001年10月“伽利略探测器”对托尔火山作最后一次观测后，其后的喷发继续被地球上的天文学家观测到。2001年12月22日，夏威夷凯望远镜观测到托尔火山的热辐射。该火山的活动甚至持续到2007年2月与“新视野号”的交会，当时在托尔火山发现了一个热点和一束100公里(62英里)高的稀薄羽流。然而，该羽流和大部分黑色火山碎屑流沉积物已褪色，或被当时陀湿多火山口的新羽流覆盖。

## 图集

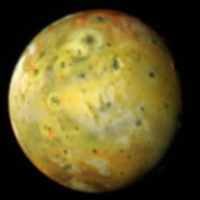
木卫一背木半球低分辨率图像，显示了2001年8月托尔火山喷发的场面。
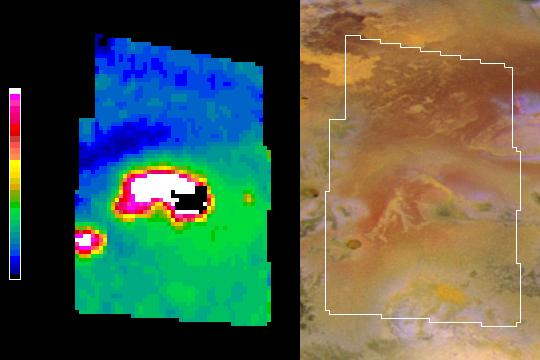
2001年10月的托尔火山近红外热辐射